# Forthing T5
Forthing T5 — выпускающийся с 2018 года компактный кроссовер суббренда Forthing китайского автопроизводителя Dongfeng. С 2019 года среднеразмерный семиместный кроссовер выпускается под индексом Forthing T5L.

## Описание
Forthing T5 был представлен в апреле 2018 года на Пекинском автосалоне. Серийно автомобиль выпускается с 3 квартала 2018 года.

Автомобиль оснащается 1,6-литровым турбодвигателем мощностью 204 л. с. и крутящим моментом 280 Н·м. Цены варьируются от 84900 до 135900 юаней.

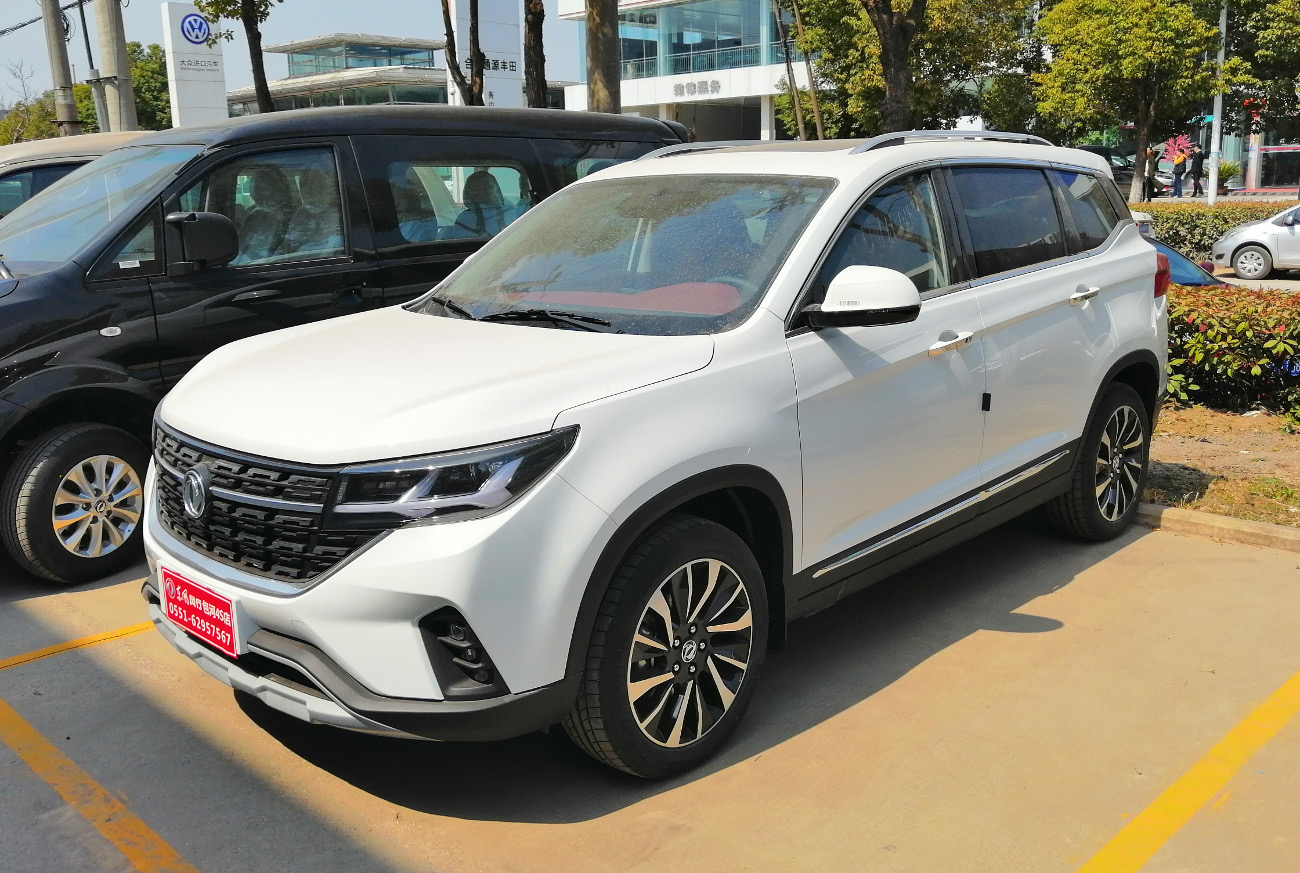
Вид спереди
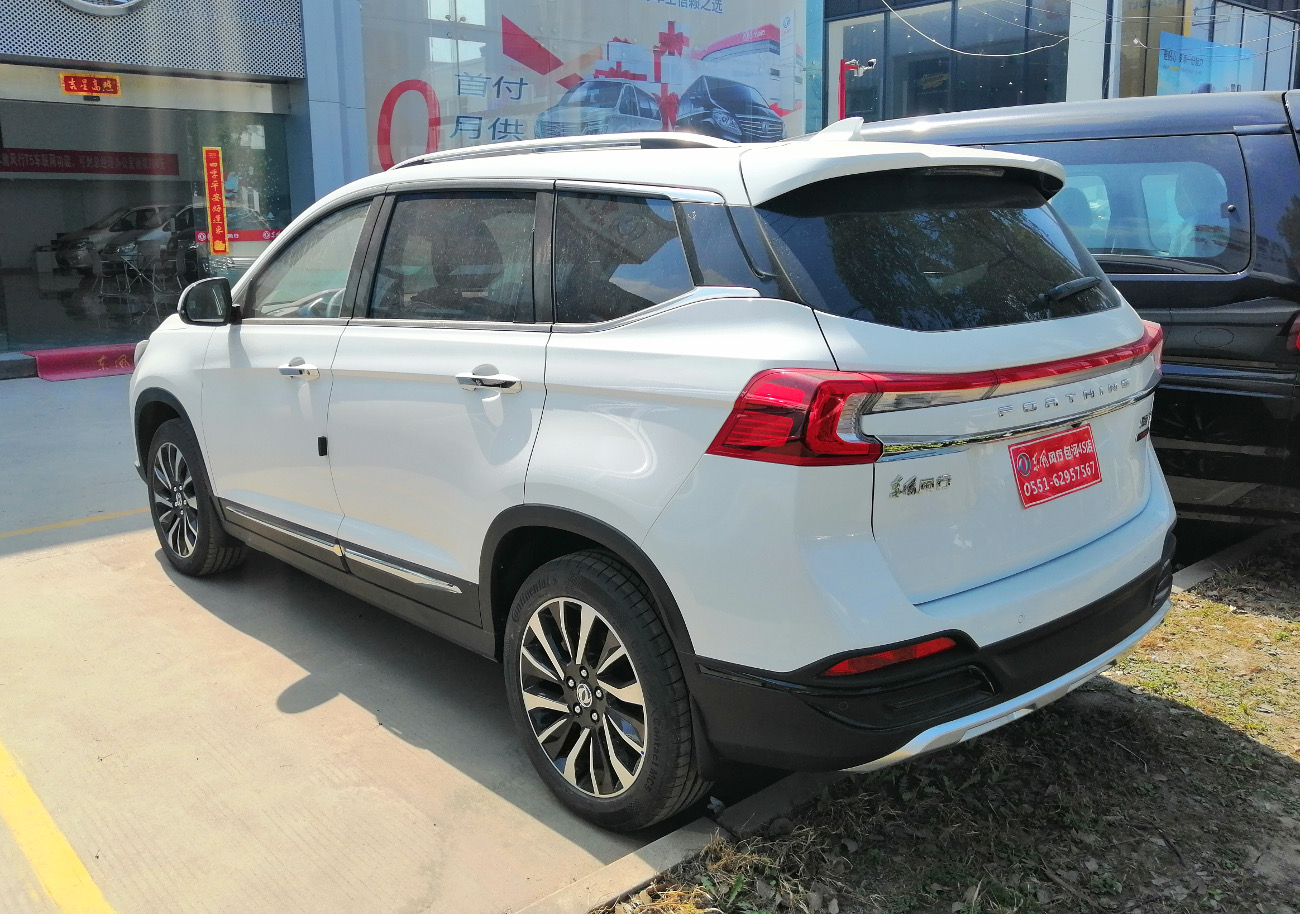
Вид сзади

В 2019 году на автосалоне в Шанхае была представлена рестайлинговая версия Forthing T5, соответствующая стандарту National Standard VI. При разработке приборной панели компания опиралась на автомобили Renault.

Автомобиль оснащается 1,5-литровым бензиновым турбодвигателем мощностью 150 л. с. и крутящим моментом 210 Н·м в паре с шестиступенчатой механической трансмиссией, либо же 1,6-литровым дизельным двигателем мощностью 204 л. с. в паре с семиступенчатой трансмиссией с двойным сцеплением.

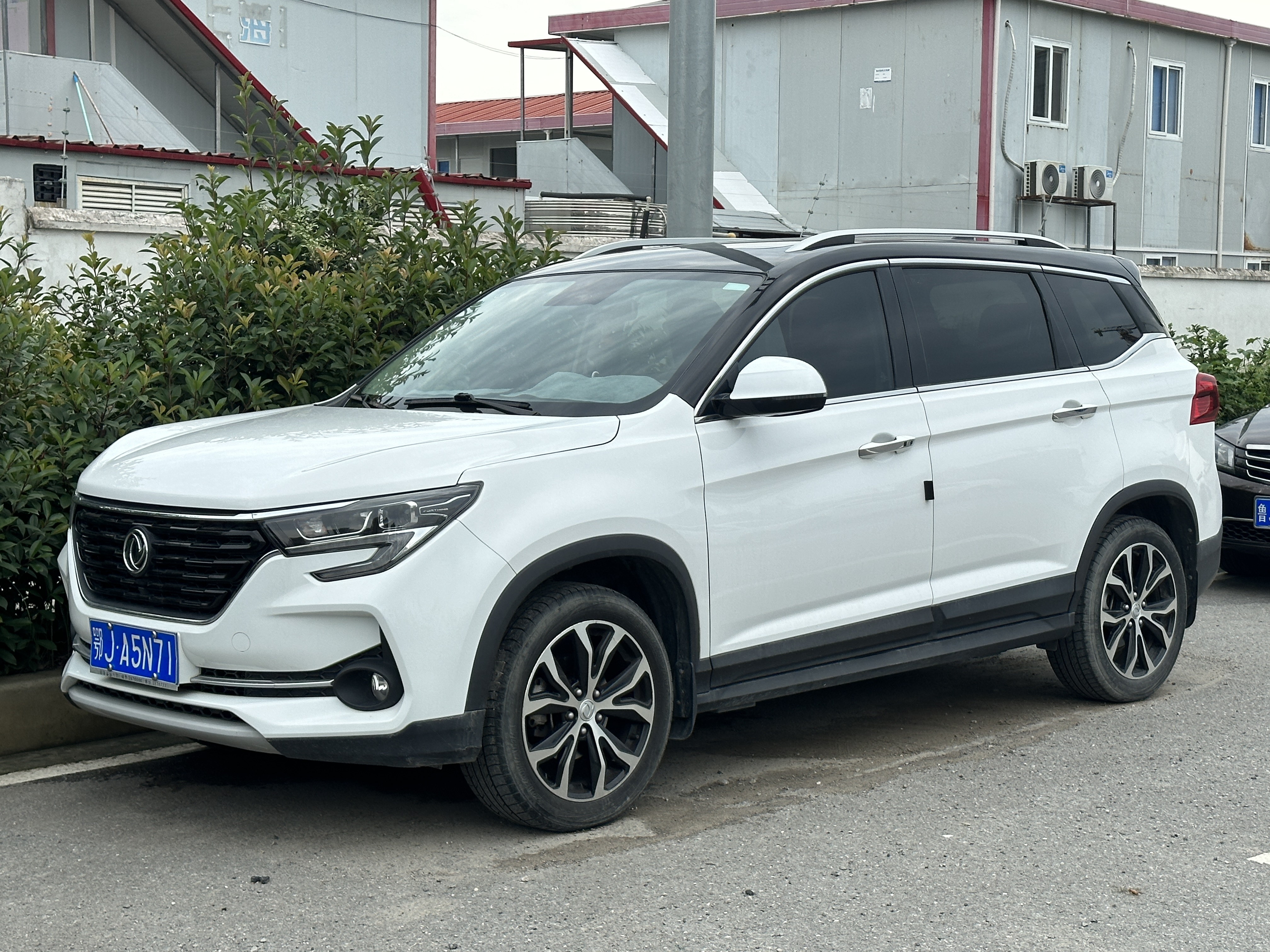
Вид спереди
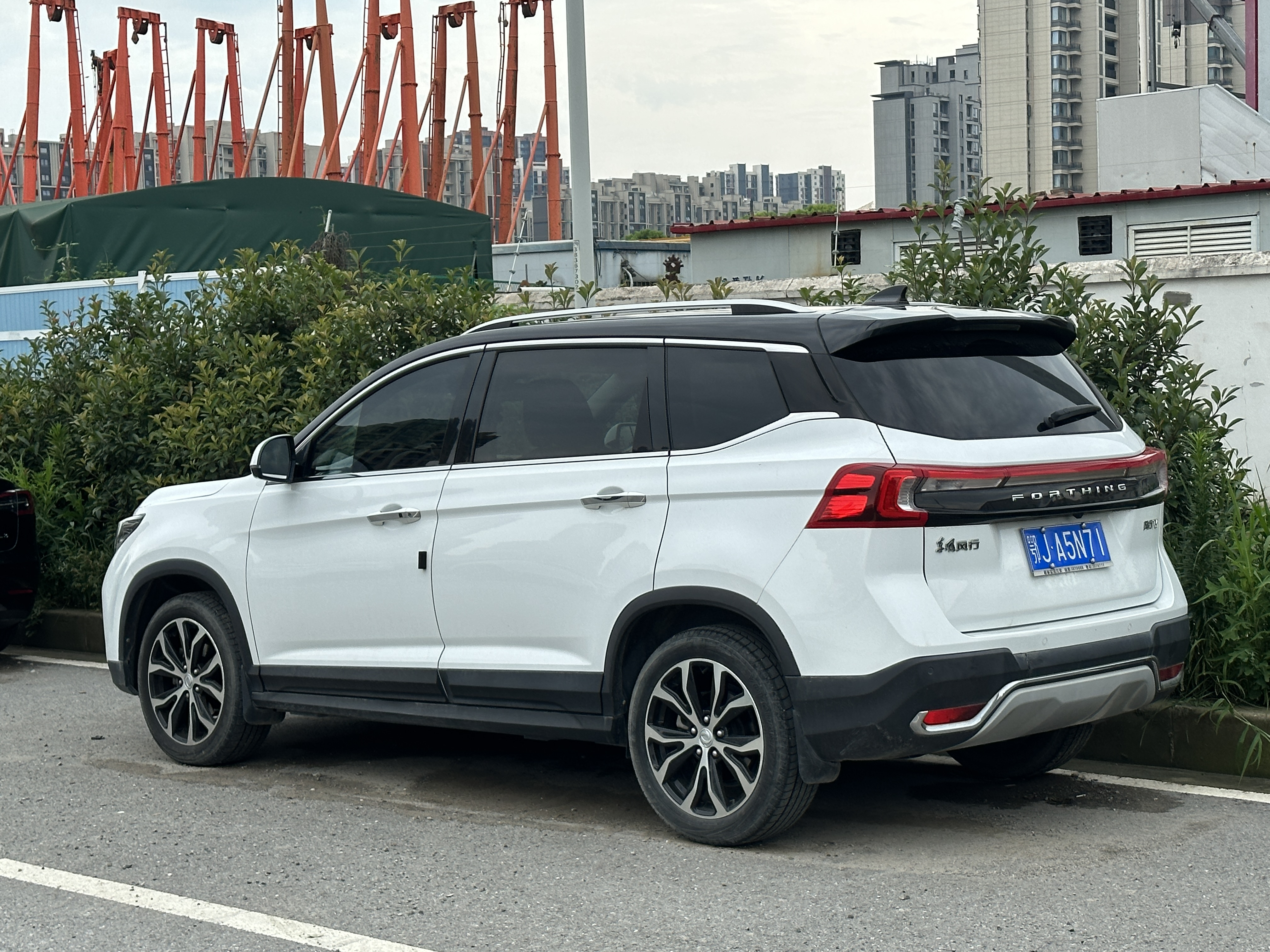
Вид сзади

## Forthing T5L
Forthing T5L был представлен в 2018 году на автосалоне в Чэнду. Продажи начались 30 марта 2019 года.

Автомобиль оснащался 1,6-литровым турбодвигателем BMW N13 CE16 мощностью 150 кВт (204 л. с.) и крутящим моментом 280 Н·м. Производство завершилось в 2021 году

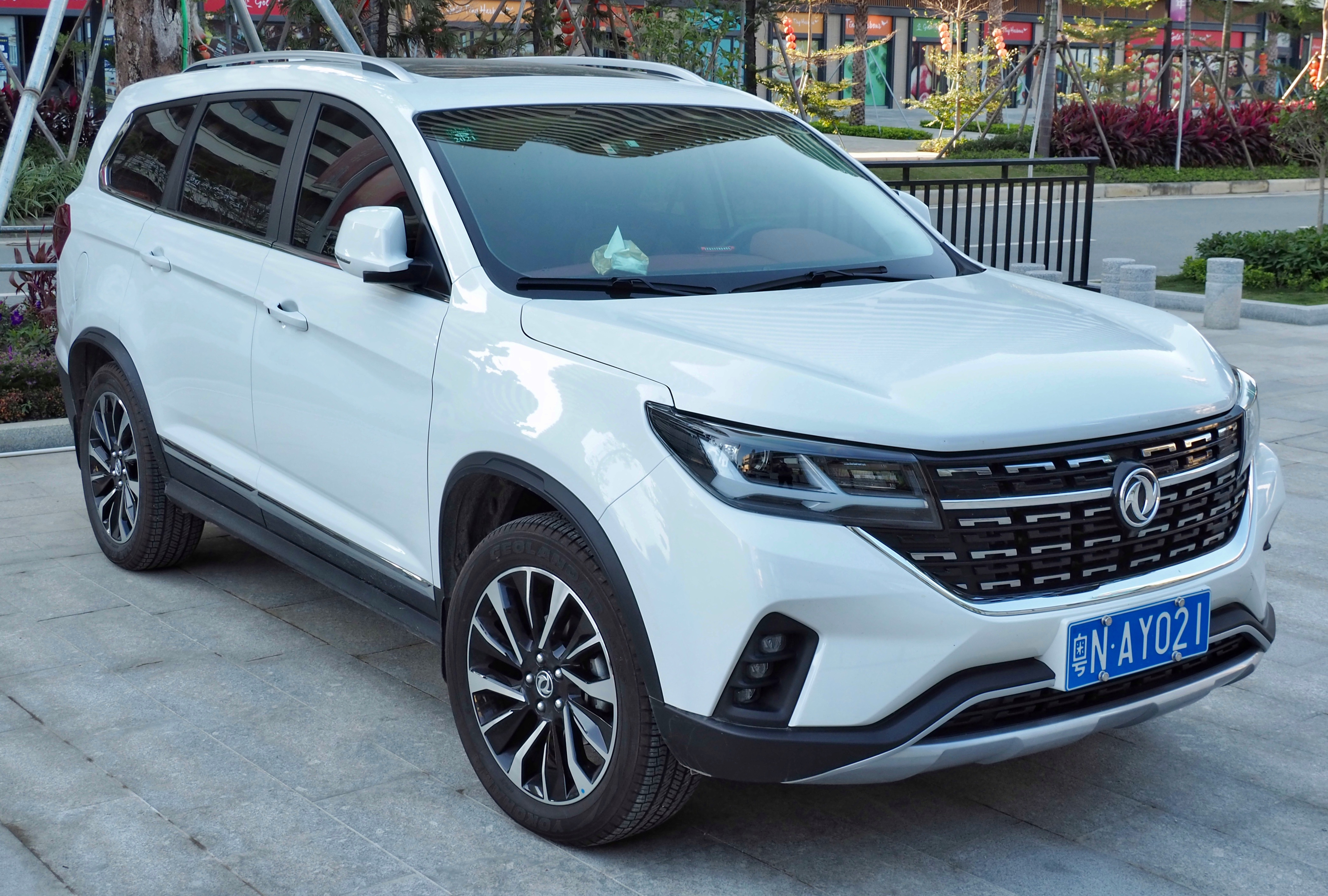
Forthing T5L
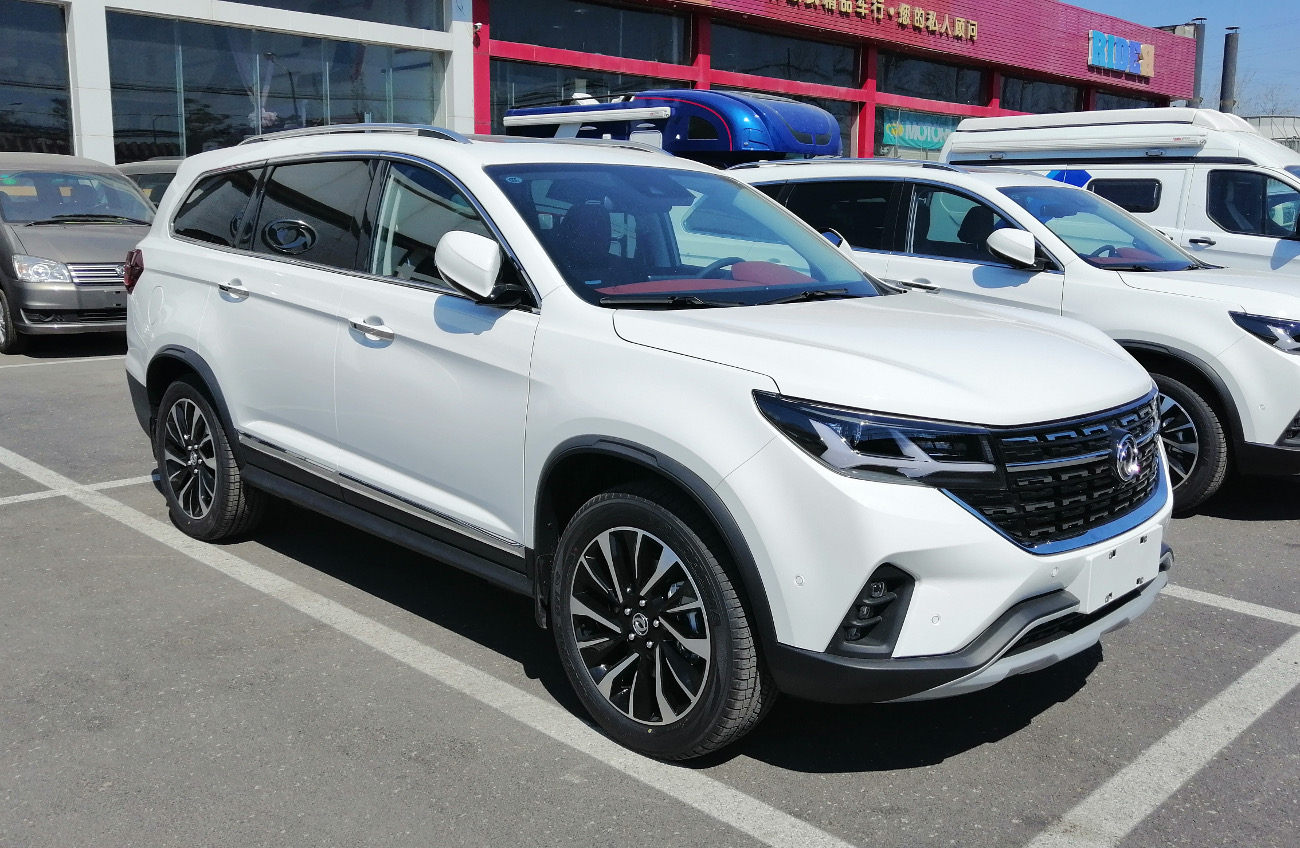
Вид спереди
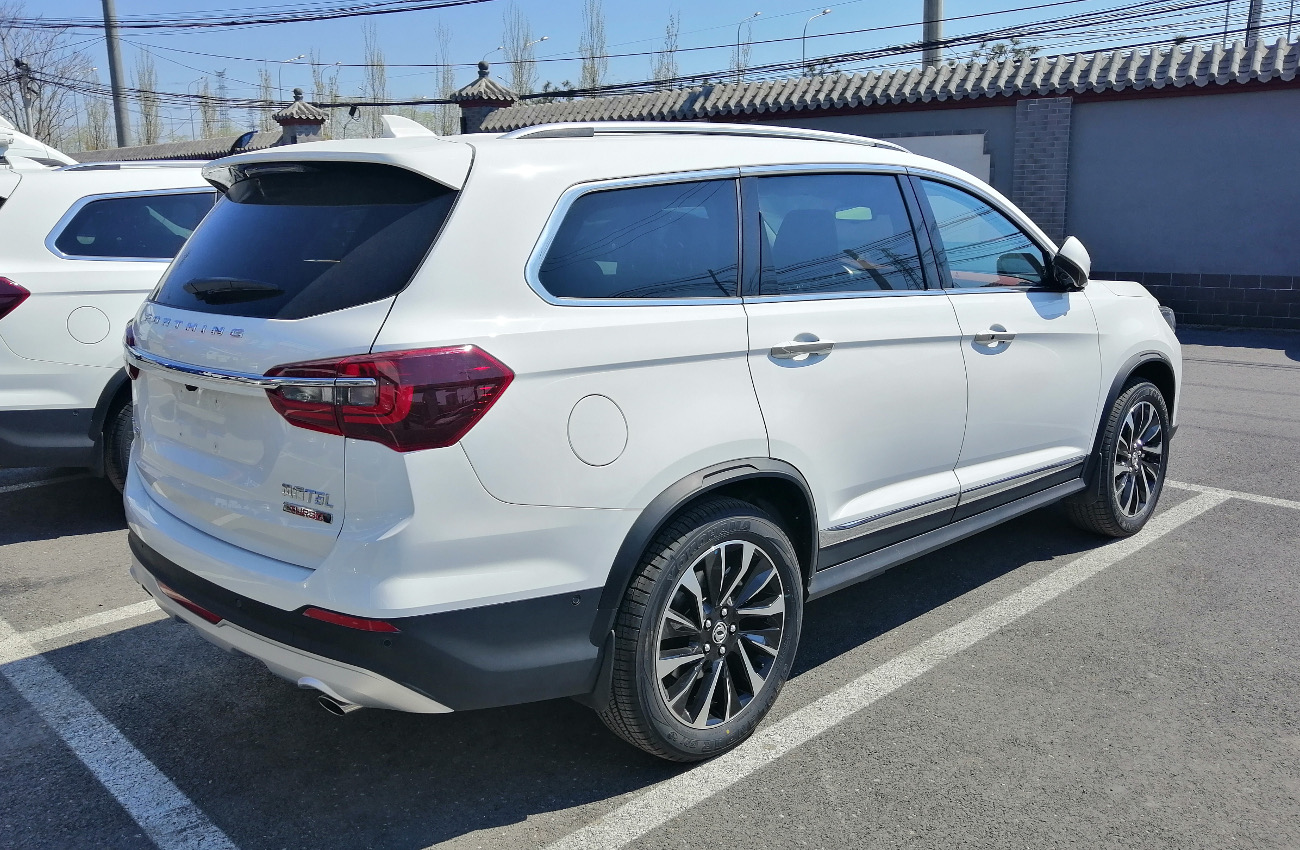
Вид сзади

### Forthing T5 Mach Edition
С 2022 года автомобиль Forthing T5L выпускался под видом семиместного варианта Forthing T5. В сентябре 2022 года автомобиль получил название Forthing T5 Mach Edition.

Автомобиль оснащается 1,5-литровым турбодвигателем «Mach power» мощностью 140 кВт (190 л. с.) и крутящим моментом 300 Н·м в паре с семиступенчатой трансмиссией с двойным сцеплением.

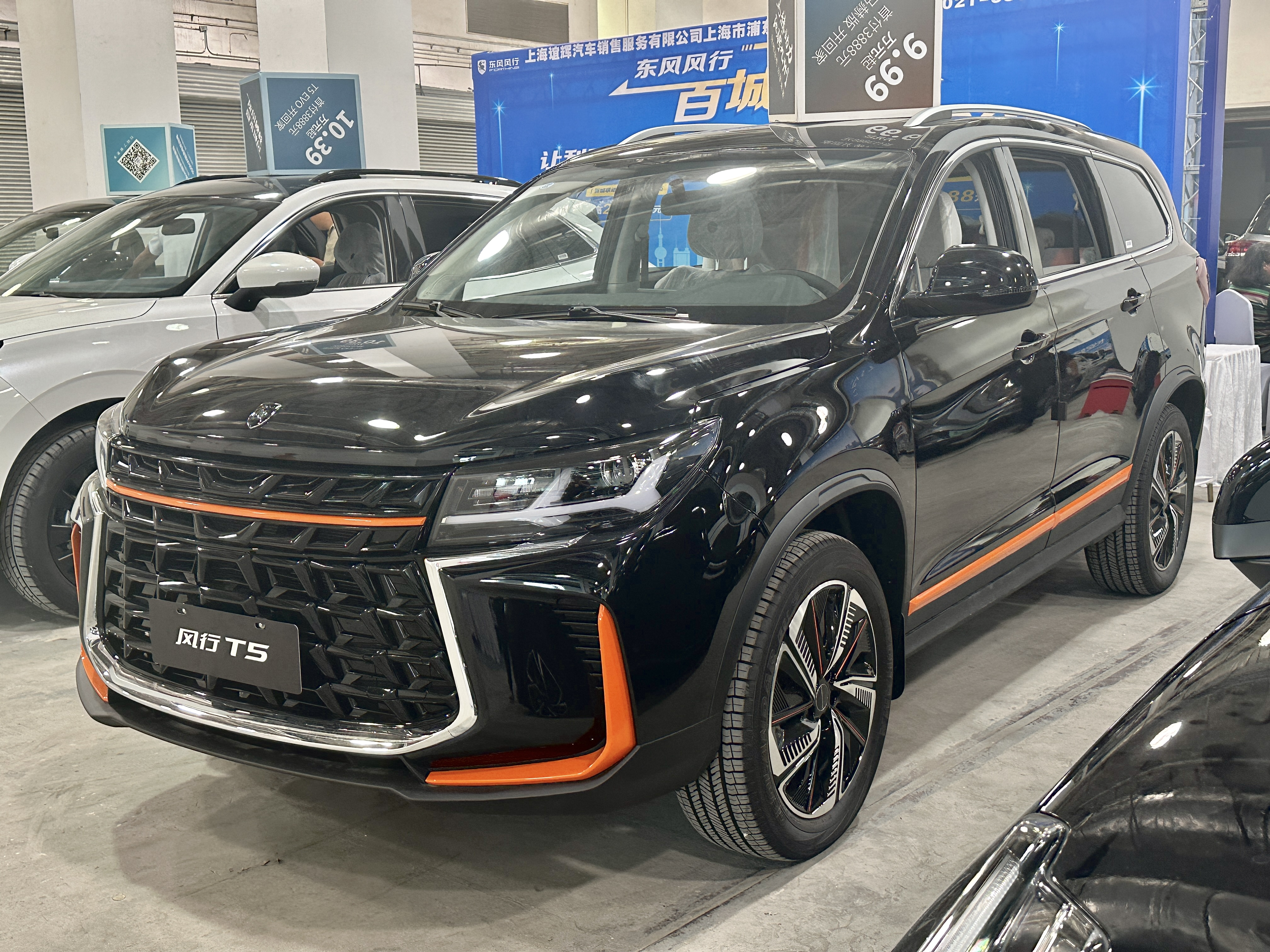
Вид спереди
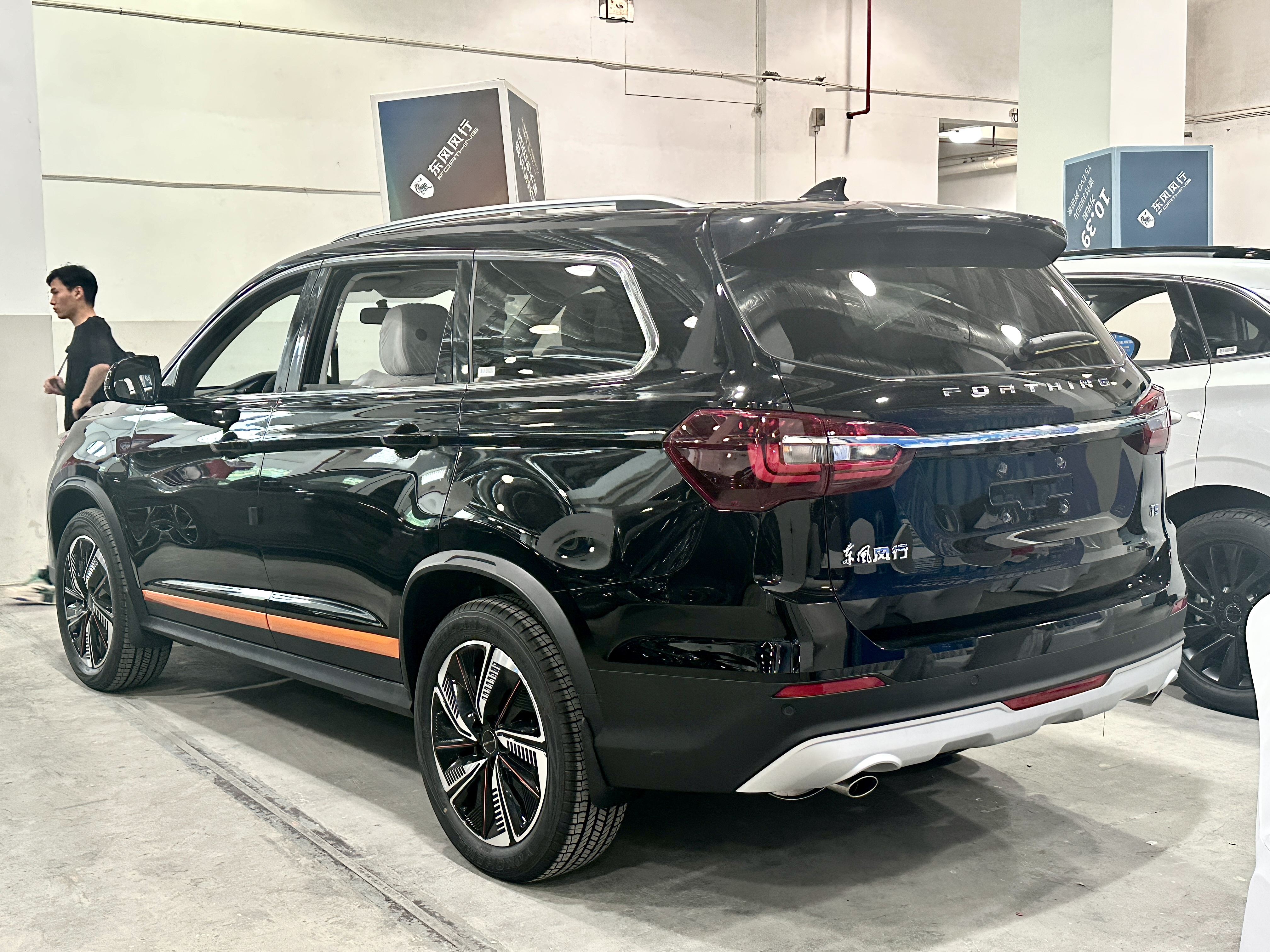
Вид сзади
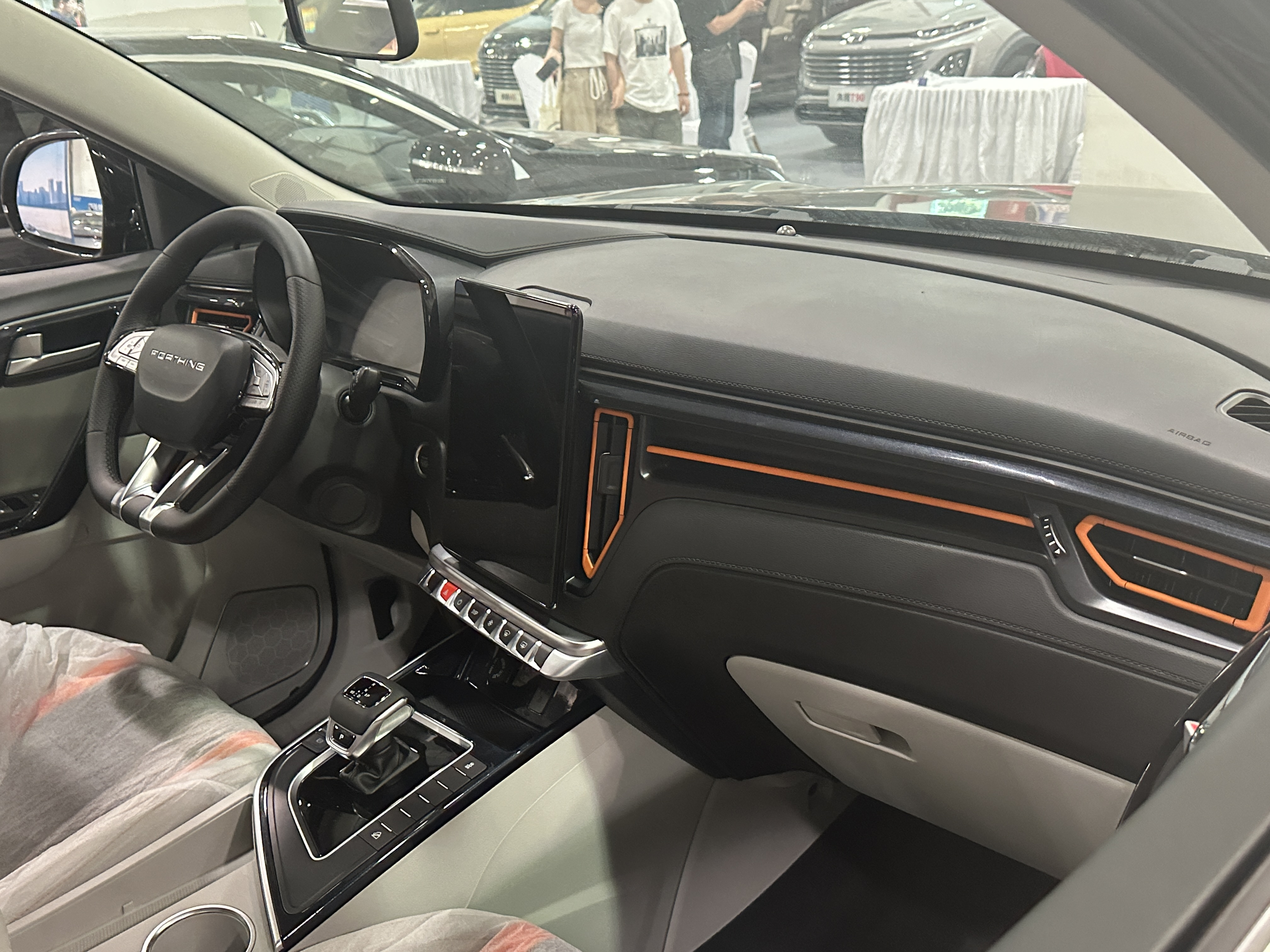
Интерьер